# Hypermestra

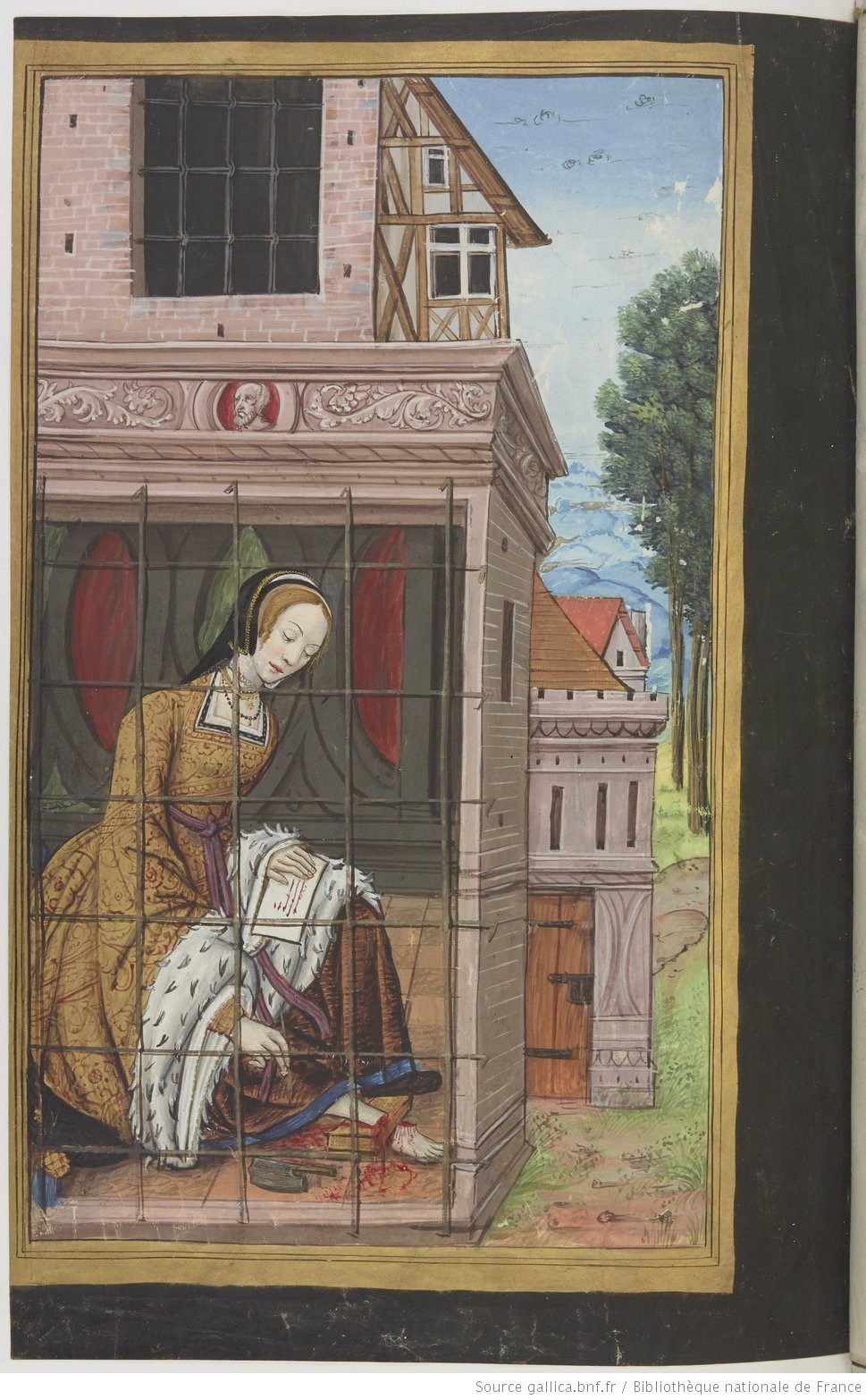
Hypermestra schreibt an Lynkeus (Illustration zu den Heroides des Ovid)

Hypermestra (altgriechisch Ὑπερμήστρα Hypermḗstra), auch Hypermnestra (Ὑπερμνήστρα Hypermnḗstra), war in der griechischen Mythologie eine der 50 Danaiden, die älteste Tochter des Königs Danaos von Argos mit der Elephantis. 

## Mythos
Sie brachte als einzige von ihnen ihren Ehemann und Vetter Lynkeus – einen der 50 Söhne des Aigyptos – nicht wie von ihrem Vater befohlen in der Hochzeitsnacht um, sondern ermöglichte ihm die Flucht, entweder, weil sie sich in ihn verliebt hatte, oder weil er ihre Jungfräulichkeit geschont hatte.
Wegen ihres Ungehorsams wird Hypermestra von Danaos gefangen gesetzt und angeklagt. In dieser Situation, im Gefängnis und mit Ketten gefesselt, schreibt Hypermestra einen der fiktiven Briefe in den Heroides des Ovid an ihren Bräutigam Lynkeus, in dem sie die Ereignisse der Nacht in dramatischer Form schildert und ihr Schicksal beklagt.
Sie wird in Argos vor Gericht gestellt, durch Fürsprache der Aphrodite aber freigesprochen. Möglicherweise war diese Verhandlung Gegenstand einer verlorenen Tragödie des Aischylos. Zum Dank weihte Hypermestra der Aphrodite Nikephoros, der „siegbringenden Aphrodite“, eine Statue im Tempel des Apollon und stiftete ein Heiligtum für die Artemis Peitho, die „beredsame Artemis“.
In einer anderen Version tötete Lynkeus den Danaos und die mörderischen Schwestern der Hypermestra. Durch ihn wurde Hypermestra dann Mutter des Abas und damit die Ahnin einer Reihe von Heroen, wie des Perseus und des Herakles.
Horaz behandelt die Geschichte der Danaostöchter in einem Gedicht und preist Hypermestra, weil sie ihre Liebe nicht verraten, sondern lieber den Eid gegenüber ihrem Vater gebrochen hat, mit dem Oxymoron splendide mendax (bewundernswert heuchlerisch).
Hypermestra und Lynkeus wurden in Argos als Heroen in einem gemeinsamen Heiligtum verehrt. Ihr Grab befand sich unweit des Altars von Zeus Phyxius. In Delphi waren von den Argivern gestiftete Statuen der beiden in einem Tempel aufgestellt.